# Tlacotalpan
Tlacotalpan – miasto położone na wschodnim wybrzeżu meksykańskiego stanu Veracruz. Mimo że obszar ten zamieszkiwali ludzie już w czasach prekolumbijskich, nowożytna osada – port nad rzeką Río Papaloapan – została założona dopiero w połowie XVI wieku. Dzisiaj Tlacotalpan jest siedzibą gminy o tej samej nazwie.

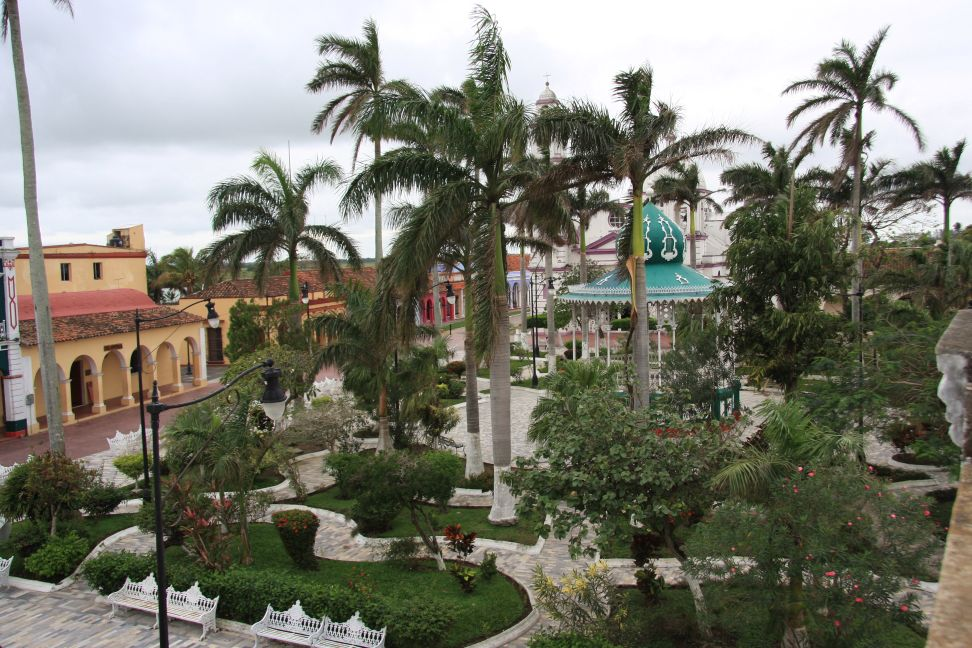
Tlacotalpan – rynek główny (zocalo)

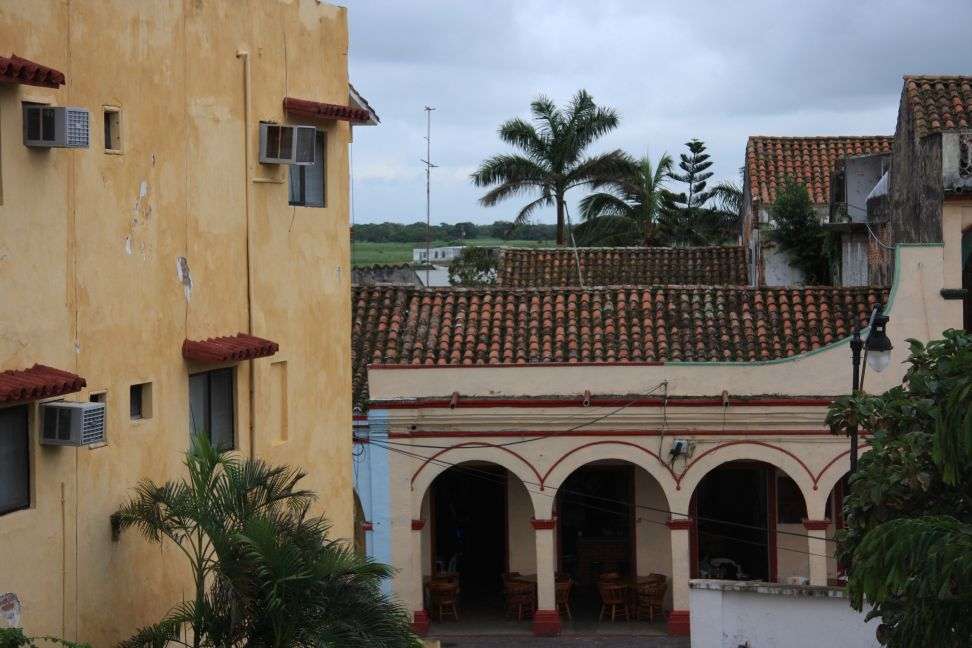
Tlacotalpan – widok z dachu

W 1998 roku Tlacotalpan został wpisany na listę światowego dziedzictwa UNESCO, gdyż "układ urbanistyczny i architektura Tlacotalpanu jest przykładem połączenia tradycji hiszpańskiej i karaibskiej o wyjątkowym znaczeniu i jakości [...] Swój szczególny charakter miasto zawdzięcza krajobrazowi miejskiemu, który tworzą szerokie ulice, skromne domy, bogactwo stylów i kolorów, jak również okazałe drzewa rosnące w ogrodach prywatnych i parkach publicznych" (UNESCO, 1998).

## Festiwal Candelaria
Tlacotalpan znany jest z tradycji rybackiej i corocznego festiwalu Candelaria (fiesta de la Candelaria), który odbywa się w okresie pomiędzy 31 stycznia a 9 lutego i podczas którego przez miasto przemierzają grupy jeźdźców na koniach, a rzeką Papaloapan ciągnie się procesja z obrazem Matki Boskiej Gromnicznej (Virgen de la Candelaria). Procesję prowadzi arcybiskup portu Veracruz wraz z innymi ważnymi przedstawicielami miejscowego duchowieństwa. Największą atrakcją święta jest Dzień Byka (el Dia del Toro), w którym, podobnie jak w hiszpańskiej Pampelunie, przez całe miasto pędzone są byki. Podczas święta miejscowa ludność ubiera się w tradycyjne stroje i serwuje tradycyjne potrawy, takie jak arroz a la tumbada (ryż gotowany w rosole rybnym), pescado a la veracruzana (ryba z pomidorami, oliwkami, chli i cebulą), gorditas (słodki chlebek o kształcie i rozmiarach angielskiej mufinki, longaniza (rodzaj kiełbasy), enchiladas, naranjas rellenas (nadziewane pomarańcze), oraz dulce de leche (słodycze przypominające karmelki).